# 李绍霞
李绍霞（1968年—），山东滨州人，汉族，中华人民共和国政治人物、第十二届全国人民代表大会山东地区代表。
毕业于石油大学（华东）资源勘查工程专业。2013年担任全国人大代表。